# Nagtipunan
Nagtipunan ist eine Stadtgemeinde in der philippinischen Provinz Quirino. Im Jahre 2015 zählte sie 23.484 Einwohner.
Nagtipunan ist in die folgenden 16 Baranggays aufgeteilt:
| - Anak - Asaklat - Dipantan - Dissimungal - Guino - La Conwap - Landingan - Mataddi | - Matmad - Old Gumiad - Ponggo - San Dionisio - San Pugo - San Ramos - Sangbay - Wasid |